# ボクルグ
ボクルグ（ボクラグ、Bokrug）は、クトゥルフ神話などに登場する架空の神性。旧支配者。
眠れる者が行けるとされるドリームランドに顕現する水蜥蜴の姿をした神で、イブのスーム＝ハーによって崇拝されていた。ボクルグを怒らせた人々は報復に遭うことで有名で、その報復は何百年も続くと言う。報復が訪れると、迅速に破壊が訪れる。都市サルナスではボクルグを冒涜していたが、後に報復にあった。
サルナスやイブを含むムナール地域の所在は、ドリームランド説と目覚めの世界説の両方があって判然としない。

## ムノムクア
ボクルグの上位神。巨大なトカゲのような姿をしている。旧神によって月に封印されている。無名都市の爬虫類種族はムノムクアの従者である。
配偶者は邪神オーン。
「魂を喰らうもの」という異名をとり、ヤルナクを支配していたがヴォルヴァドスに追い払われたという。
ボクルグ同様に、目覚めの世界なのかドリームランドなのかは作品ごとに異なる。

## 登場・関連作品
ボクルグの登場作品
- ハワード・フィリップス・ラヴクラフト『サルナスの滅亡』、全集7
- ブライアン・ラムレイ『大いなる帰還』、真ク3&新ク5
- ダニエル・ハームズ『エンサイクロペディア・クトゥルフ（英語版）』

ムノムクアの登場作品
- リン・カーター『第六の物語 ムノムクアー』、学研『魔道書ネクロノミコン外伝』収録カーター版ネクロノミコン
- リン・カーター『深淵への降下』、新紀元社『エイボンの書 クトゥルフ神話カルトブック』

関連作品
- ハワード・フィリップス・ラヴクラフト『無名都市』、全集3
- ウルトラマンガイア